# 落合寛茂
落合 寛茂（おちあい かんも、1897年（明治30年）11月5日 - 1972年（昭和47年）4月15日）は、明治末から昭和期の僧、政治家。衆議院議員（1期）、天台宗大僧正。

## 経歴
長野県小県郡傍陽村（真田町を経て現上田市真田町傍陽）出身。12歳で得度受戒。天台宗中学（現駒込中学校・高等学校）を経て、1919年（大正8年）天台宗大学（現大正大学）専門部を卒業した。その後、東京美術学校（現東京芸術大学）日本画科で学んだ。
実相院（上田市）住職に就任。天台宗宗務庁教学部で勤務し、信濃毎日新聞社客員として漫画、漫文などを掲載した。1935年（昭和10年）茨城県結城郡大花羽村大輪（水海道市を経て現常総市大輪町）の安楽寺特命住職に転任。1956年（昭和31年）大僧正に任職した。
1963年（昭和38年）11月の第30回衆議院議員総選挙で茨城県第3区から日本社会党公認で出馬して当選し、衆議院議員に1期在任した。この間、社会党茨城県本部顧問、同水海道支部顧問などを務めた。次の第31回総選挙に立候補したが次点で落選した。
その他、天台宗比叡山庶務部長、天台宗宗議会議長、茨城県仏教会長、同県宗教会長、常総筑波鉄道監査役などを務めた。
1972年（昭和47年）4月15日死去、74歳。死没日をもって勲四等旭日小綬章追贈、従五位に叙される。